# Fritz Peterson
Fritz Peterson (eigentlich Fred Ingels Peterson; geboren 8. Februar 1942 in Chicago, Illinois; gestorben 11. April 2024 oder vorher) war ein US-amerikanischer Baseballspieler, der zwischen 1966 und 1976 als Pitcher für die New York Yankees, Cleveland Indians und Texas Rangers in der Major League Baseball spielte.

## Ausbildung

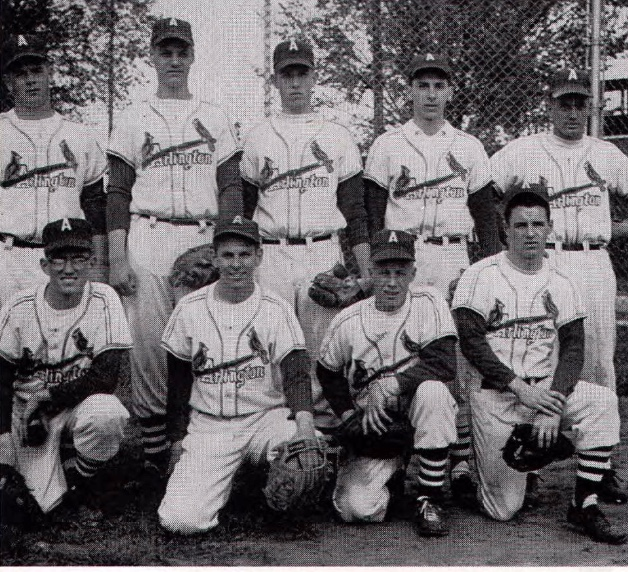
Fritz Peterson (vordere Reihe, ganz links, mit Brille) im Arlington High School-Baseballteam während seines Seniorjahres dort

Peterson besuchte die Arlington High School in Arlington Heights (Illinois). Er war der Pitcher Nummer zwei seines Highschool-Teams hinter Gene Dahlquist, der später als Profi für Norfolk Neptunes in der Continental Football League spielte. Die Arlington High School brachte einige Spieler der Major League Baseball hervor, darunter Paul Splittorff, Dick Bokelmann, und George Vukovich. Nach seinem Highschool-Abschluss besuchte Peterson die Northern Illinois University. Er galt als vielversprechender Hockeyspieler und gab das Hockeyspielen auf, um sich auf Baseball zu konzentrieren. 1963 erhielt er vom Talentscout Lou Maguolo einen Vertrag bei den New York Yankees als freiberuflicher Amateurspieler.

## Sportliche Laufbahn

### Karrierebeginn in Amateurmannschaften
Nachdem er seinen Vertrag bei den Yankees unterzeichnet hatte, wurde Peterson zunächst dem Anfängerteam in Harlan, Kentucky zugeteilt, welches in der Appalachian League spielte. Hier erreichte er in der Saison 1963 eine Win-Loss-Bilanz von 4-3 mit einem ERA von 4,43. Sein erster Manager wurde Gary Blaylock. In der Wintersaison 1963/64 spielte er in der Florida East Coast Instructional League. 1964 kam er für die Yankees Class A in Shelby, North Carolina in der Western Carolinas League zum Einsatz.
In seiner dritten Saison, in der er für die Yankees Class A in der Carolinas League antrat, gelang Peterson in 14 Spielen ein Win-Loss von 11-1 (ERA 1,50). Ihm gelangen 83 Strikeouts in 108 Innings. Daraufhin wurde Peterson zu den Confederate Yankees in the Class AA Southern League in Columbia, Georgia befördert. Hier spielte er in einer Mannschaft mit den späteren Yankees-Profis Steve Whitaker, Stan Bahnsen, Mike Hegan, Mike Ferraro und Roy White.

### Major League Baseball
Im Frühjahr 1966 wurde Peterson zum Saisonvorbereitungstraining der New York Yankees eingeladen. Im Alter von 24 Jahren wurde er zweiter Pitcher der Yankees-Profimannschaft. Sein Debüt in der MLB gab er am 15. April 1966 gegen die Baltimore Orioles vor 35.624 Zuschauern im Memorial Stadium in Baltimore, Maryland. Die Yankees gewannen das Spiel mit 3:2. Peterson, der das ganze Spiel durchgespielt hatte, erhielt vom Teammanagement und seitens der Medien großes Lob für seine Leistung.
In seiner ersten Profisaison kam Peterson auf 32 Ligaeinsätze. Er erreichte ein ERA von 3,31 mit 96 Strikeouts in 215 Innings. Die Yankees beendeten die Saison mit 70-89 (.440).
Ab der Saison 1967 trug Peterson die Rückennummer 19, die er bis 1973 behalten sollte. Seine erfolgreichste Saison war die des Jahres 1970, in der er eine Bilanz von 20-11 (2.90 ERA, 127 Strikeouts) erreichte. 1970 wurde er in das American League All-Star-Team berufen. Zwischen 1969 and 1972 galt er als einer der erfolgreichsten linkshändigen Pitcher im Baseballsport. Nur Mike Cuellar, Mickey Lolich und Dave McNally gewannen in diesem Zeitraum mehr Spiele in der American League als Peterson.
Nachdem im Anschluss an die Saison 1972 Details aus seinem Privatleben öffentlich bekannt und in der US-amerikanischen Öffentlichkeit kontrovers diskutiert und skandalisiert wurden, schienen in der darauf folgenden Saison seine Leistungen als Pitcher unter der Situation zu leiden, nicht zuletzt weil er bei beinahe jedem Ligaspiel von gegnerischen Fans ausgebuht wurde. Im April 1974 verließ er die Yankees und wechselte zusammen mit drei anderen Pitchern zu den Cleveland Indians.
Peterson absolvierte die Spielzeiten 1974 und '75 für die Indians und wurde nach einem schlechten Start in die Saison 1976 im Mai 1976 im Tausch gegen Stan Perzanowski und Zahlung einer Ablösesumme an die Texas Rangers abgegeben. Nach zwei Spielen für die Rangers erlitt er eine Schulterverletzung und fiel für den Rest der Saison aus. Sein Vertrag bei den Rangers lief Anfang 1977 aus. Er unterschrieb noch einen Vertrag bei den Chicago White Sox, musste aber nach einer erneuten Operation an der Schulter seine aktive Karriere im Alter von 35 Jahren beenden.

### Statistik seiner Jahre bei den New York Yankees
| Saison | win-loss | ERA  | Strikeouts |
| ------ | -------- | ---- | ---------- |
| 1966   | 12-11    | 3.31 | 96         |
| 1967   | 8-14     | 3.47 | 102        |
| 1968   | 12-11    | 2.63 | 115        |
| 1969   | 17-16    | 2.55 | 150        |
| 1970   | 20-11    | 2.90 | 127        |
| 1971   | 15-13    | 3.05 | 130        |
| 1972   | 17-15    | 3.24 | 100        |
| 1973   | 8-15     | 3.95 | 59         |

## Nach dem Karriereende
Schon vor Ende seiner aktiven Baseball-Karriere arbeitete Peterson in der Saison 1972/73 als Sportkommentator für das Eishockey-Team New York Raiders in der World Hockey Association. Nach seinem Karriereende zog Peterson in die Nähe von Chicago, wo er unter anderem im Grand Victoria Casino in Elgin (Illinois) als Black-Jack-Croupier arbeitete.
2009 veröffentlichte Peterson das Buch Mickey Mantle Is Going to Heaven. Er war außerdem der Autor des Sachbuches The Art of De-Conditioning: Eating Your Way to Heaven, in dem er über seine Entscheidung schreibt, sich bezüglich seiner Essgewohnheiten nicht mehr von Sorgen um sein Gewicht beeinflussen zu lassen.
Sein drittes Buch mit dem Titel When the Yankees Were on the Fritz: Revisiting the Horace Clarke Era beschäftigte sich autobiografisch mit einer Episode seiner aktiven Karriere, als er mit den New York Yankees den Meistertitel nur knapp verpasste.
Peterson nahm regelmäßig am Fanprojekt Fantasy Camp der New York Yankees in Florida teil und lief mehrmals beim Old-Timers' Day der Yankees im New Yorker Yankee Stadium auf.

## Privatleben
Im Herbst 1972 trennte sich Peterson von seiner ersten Ehefrau und heiratete 1974 die Frau seines Mannschaftskollegen Mike Kekich, der im Gegenzug eine kurzzeitige Beziehung mit Petersons Frau führte. Peterson hatte zwei Söhne aus erster Ehe; aus seiner zweiten Ehe gingen vier Kinder hervor.
Peterson erkrankte zweimal an Prostatakrebs, konnte aber jeweils erfolgreich behandelt werden. Er gat als tief religiöser evangelikaler Christ.
2014 unterschrieb Fritz Peterson einen Beratervertrag zu einer Verfilmung seines Familientauschs mit Mike Kekich. Der Film sollte von Ben Affleck und Matt Damon produziert und unter der Regie von Jay Roach realisiert werden.